# Duos with Lee
 Duos with Lee ist ein Jazzalbum von Lee Konitz und Dan Tepfer. Die am 13. Dezember 2008 und am 5. März 2009 im New Yorker Sear Sound Studio und im Studio de Meudon, Frankreich, entstandenen Aufnahmen erschienen am 28. Juli 2009 auf Sunnyside Records.

## Hintergrund
Der 24-jährige Pianist Dan Tepfer wurde, kurz nachdem er in New York angekommen war, 2006 dem damals 79-jährigen Altsaxophonisten Lee Konitz vorgestellt. Zustande gekommen war der Kontakt über Tepfers französischen Mentor Martial Solal, der mit Konitz häufig zusammengearbeitet und in den 1970er und 1980er Jahren selbst einige Duo-Alben mit diesem eingespielt hatte. Bereits wenige Monate später gaben Tepfer und Konitz in der New Yorker Jazz Gallery ihr erstes Duo-Konzert.

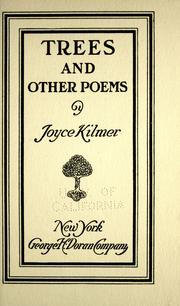
Das Cover von Joyce Kilmers Gedichtband Trees and Other Poems, 1914 veröffentlicht

Der junge Dan Tepfer arbeitete dann ab Anfang 2007 vor diesen Studio-Sessions (aufgenommen im Dezember 2008 und März 2009) als Sideman bei Lee Konitz, weil der erfahrene Altsaxophonist von Tepfers kreativem, aufgeschlossenem Ansatz zur Begleitung angezogen war, schrieb Ken Dryden. Dies war erst Tepfers zweite CD unter seinem Namen; für die Duo-Session nahmen Tepfer und Konitz eine Reihe von Standards und improvisierten Stücken auf, die sie „Elande“ nannten (ein Anagramm der Vornamen von ihnen). Nach Ansicht Drydens unterscheiden sich ihre zehn „Elande“-Duo-Improvisationen stark im Charakter und sind in zehn verschiedenen Tonarten konzipiert, die von kaum mehr als einer Minute bis knapp viereinhalb Minuten dauern und in denen sich die beiden ergänzen. Manchmal kann ein Lied, das eine „Elande“ inspirierte, kurz auftauchen, wie die Elande Nr. 10 (Free for Paree), die sich schließlich zu Jerome Kerns The Last Time I Saw Paris hineinarbeitet. Tepfers Merka Tikva ist ein durchkomponiertes Werk mit einer eindringlichen Melodie, während Tepfers No Lee eine Solo-Improvisation ist, die gleichzeitig, so Dryden, wie eine vollständig ausgeformte Komposition wirke. Tepfer und Konitz schließen mit einer exotischen Behandlung von Trees, einem Lied aus den 1920er Jahren, geschrieben von det Lyrikerin Joyce Kilmer.

## Titelliste
- Dan Tepfer, Lee Konitz: Duos With Lee (Sunnyside SSC 1219)[3]
  1. Elande No. 1 (F#) 2:23
  2. Elande No. 2 (Bb) 2:44
  3. Elande No. 3 (A) 2:03
  4. Elande No. 4 (B) 2:35
  5. Elande No. 5 (D) 1:13
  6. Elande No. 6 (G#) 1:27
  7. Merka Tiva 7:09
  8. Elande No.7 (F) 1:57
  9. Elande No. 8 (C) 1:59
  10. Elande No. 9 (E) 2:08
  11. Elande No. 10 (Free for Paree) 4:21
  12. No Lee 3:53
  13. Trees 6:01
- Die Kompositionen stammen von  Dan Tepfer (1 bis 12), Joyce Kilmer (13), Lee Konitz (1 bis 6, 8 bis 11)

## Rezeption

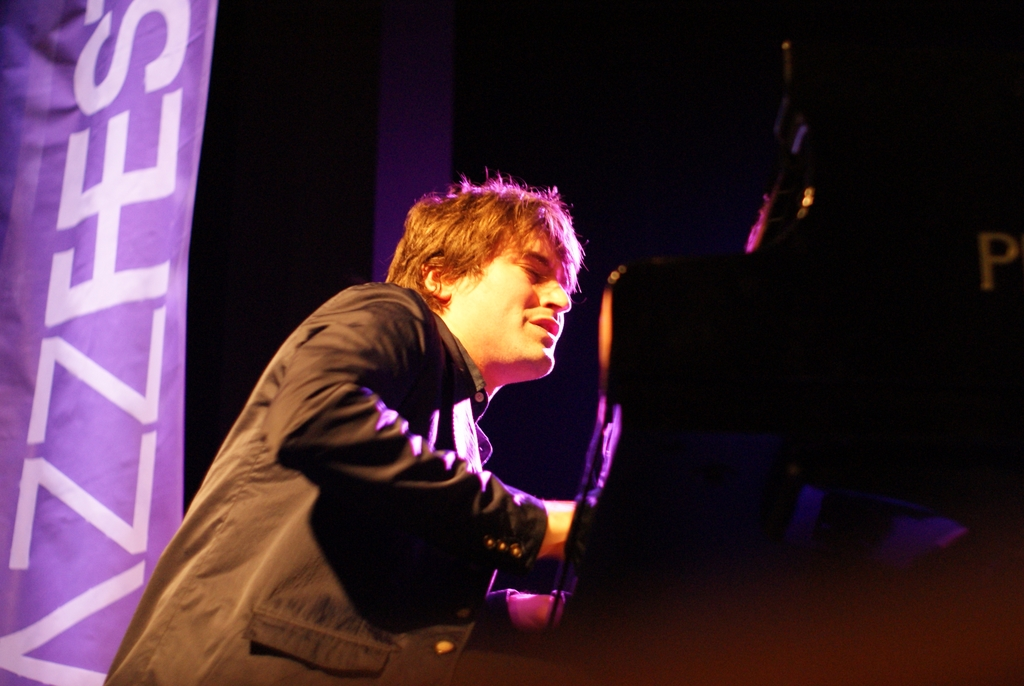
Dan Tepfer 2010

Ken Dryden verlieh dem Album vier Sterne und schrieb, es sei wahrscheinlich zu viel, um auf eine Nachfolge-Duo-Aufnahme zwischen Dan Tepfer und Lee Konitz zu hoffen, obwohl Hörer, die die beiden zusammen in Live-Umgebungen auftreten erlebt haben, bereits mit ihrer unglaublichen Chemie zusammen vertraut sind. „Sehr empfehlenswert.“
Dianne Gastellu thematisiert in ihrer Kurzbesprechung für Citizen Jazz hingegen eine Asymmetrie zwischen den beiden Musikern: Neben Lee Konitz „mit einer kraftvollen Zerbrechlichkeit“, der „wahrhaft ein ›heiliges Monster‹ des Jazz“ sei, trete ein 50 Jahre jüngerer Pianist „mit einem sehr klassischen Spiel.“ Zwar sei zwischen den beiden Künstlern „der Austausch vorhanden, rührend und schön“, aber das Spiel Tepfers sei „ein wenig zu respektvoll“, so dass es einen nicht „erschauern“ lasse.
Raul D’Gama Rose, der das Album für All About Jazz rezensierte, verlieh ihm 4½ (von fünf) Sternen und fühlte sich bei dieser Platte an Miles Davis’ Kind of Blue (Columbia, 1959) erinnert – nicht im historischen Sinne, sondern in der sehr wahrscheinlich ähnlichen Weise, wie diese Session ablief, bei der sicherlich fast unaufhörlich Ideen geflossen sein müssen. Sicherlich hatte keiner der Musiker das im Sinn; beide sind voll von ihrer eigenen musikalischen Erfindungen, die schwer zu stoppen gewesen sein müssen, wenn sie erst einmal in Gang gekommen sind.